# Robert Gladitz
Robert Gladitz (* 9. Juni 1892 in Eichenberg; † 5. April 1945 in Tiefurt bei Weimar) war ein sozialistischer Widerstandskämpfer gegen den Nationalsozialismus und wurde in einem Endphaseverbrechen am 5. April 1945 zusammen mit 148 weiteren Häftlingen von einem SS-Kommando ermordet.

## Leben
Robert Gladitz stammt aus der Arbeiterfamilie des Maurers Emil Gladitz und seiner Frau Friederike geborene Schmidt. Nach dem Besuch einer Volksschule seines Heimatortes, der „Waldschule“, absolvierte er als eines von sieben Kindern eine Lehre zum Maurer bei der Firma Gebr. Hopf in Suhl. Seit 1919 war er im Baugewerksbund organisiert. Seither war er bei der Firma Hopf & Söhne angestellt. Zu Beginn des Ersten Weltkrieges wurde er als Soldat eingezogen und mehrfach befördert, zuletzt zum Feldwebel im Infanterieregiment 143. Nach zweimaliger Verwundung wurde er mit dem Eisernen Kreuz II. Klasse und dem Frontkämpferehrenkreuz dekoriert. Nach Kriegsende fand er seine politische Heimat in der USPD. Mit dem linken Parteiflügel trat er 1920  in die KPD über. Er wurde Mitglied des Rotfrontkämpferbundes. Im Jahre 1927 führte ihn sein Weg mit Guido Heym in den Lenin-Bund und im Frühjahr 1928 in die SPD. Im Frühjahr 1933 meldete er sich bei der „Deutschen Arbeitsfront“ (DAF) an. In seiner Gemeinde Eichenberg gehörte er zum Gemeinderat. Im Jahre 1937 wurde er das erste Mal verhaftet und vom Oberlandesgericht in Jena wegen Vorbereitung zum Hochverrat zu einem Jahr und neun Monaten Gefängnis verurteilt. Nach seiner Entlassung nahm er wieder Kontakt zu Guido Heym auf und arbeitete in dessen Gruppe mit als eines der aktivsten Mitglieder. Die illegale Kasse der Widerstandsgruppe wurde von ihm verwaltet. Bei den „Dombergwanderern“ trafen sich die Widerständler jeden Sonntag in der Werkstatt Heyms, jeden Freitag im „Waffenschmied“, im „Waldschlösschen“ oder in anderen Wirtshäusern, aber auch im Gartenhäuschen der Familie Heym. Neben ihm und Karl Heym gehörten dazu Lene Deckert, Anna Heym, Käthe Recknagel, Alfred und Willi Ehmann (Sämtlich aus Suhl), Hugo Endter aus Grub, Johann Endter aus Albrechts, Bernhard Kleffel, Justus Triebel aus Dietzhausen, sowie Werkmeister Kurt Schulze aus Eisfeld. Sie diskutierten die politische und militärische Lage, sahen den Untergang des Nazistaates im Zweifrontenkrieg voraus und erhofften sich den Aufbau eines neuen Deutschland im Sinne der Weimarer Verfassung, um den Kommunisten zuvorzukommen. Trotzdem suchten sie auch Anschluss an den Kommunisten Adolf Anschütz und die Suhler Widerstandsgruppe. Im Zuge einer ersten Massenverhaftung wurde auch Robert Gladitz am 3. September 1943 von der Gestapo verhaftet. Am 16. Januar 1945 verurteilte ihn der Volksgerichtshof zum Tode, unter lebenslangem Ehrverlust. An dem Urteil wirkten mit: Landgerichtsrat Noetzold, Dr. Großpietsch, Oberstgeneralführer Dortschy, SS-Standartenführer Richard Lammel und der General der Flakartillerie Alfred Haubold. Am 4. April mussten er und Guido Heym, Erhardt Schübel und über hundert weitere Antifaschisten zur Exekution antreten. Sie wurden von einem Gestapo- und SS-Kommando während des Tages und in der Nacht in das Waldstück Webicht zwischen Weimar und Tiefurt getrieben, wo sie von einem Begleit- und Sonderkommando hinterrücks erschossen und in Bombentrichtern verscharrt wurden. Verantwortlich für diese Untat war der Leiter der Gestapo Weimar, SS-Obersturmbannführer Hans Helmut Wolff, der sich mit seinen Kumpanen über Böhmen in die Westzonen absetzte.

## Erinnerung
- Ein gemeinsamer Grabstein für Robert Gladitz und Alfred Anschütz sowie deren Ehefrauen auf dem Hauptfriedhof von Suhl wurde nach 1990 entfernt[1]

- Im Webicht steht ein Gedenkstein für die Opfer der Mordtat von Weimar.